# 최고의 사랑
《최고의 사랑》은 2011년 5월 4일부터 2011년 6월 23일까지 방송한 문화방송 수목 미니시리즈로, 한편 이 드라마는 등장 인물들이 저속한 표현을 사용하거나, 대사 등을 통해 간접 광고주 또는 협찬주에게 과도한 광고 효과를 주는 내용을 내보내 방송통신심의위원회로부터 '경고' 조치를 받았다. 또한 이와는 별개로 2012년 5월 21일부터 2012년 5월 25일까지 8시 15분에 재방영(일일극 시간)될 당시엔 5%대의 시청률을 기록하는 데 그쳤다.

## 등장 인물

### 주요 인물
- 차승원 : 독고진 역
- 공효진 : 구애정 역
- 윤계상 : 윤필주 역
- 유인나 : 강세리 역

### 독고진 관련 인물
- 최화정 : 문진영 대표 역
- 임지규 : 김재석(독고진 매니저) 역

### 구애정 관련 인물
- 정준하 : 구애환 역
- 한진희 : 구자철 역 ... (아역: 이시후)
- 이희진 : 제니 역
- 배슬기 : 한미나 역
- 양한열 : 구형규(띵똥) 역

### '커플메이킹'의 제작진
- 최성민 : 김은호 PD 역
- 김미진 : 한명정 작가 역

### 그룹 캔디스
- 정만식 : 장 실장 역
- 효영 : 하루미 역
- 파이브돌스 : 캔디스 역[3]

### 그 외 인물
- 박원숙 : 필주의 어머니 역
- 정지안 : 세리의 매니저 역
- 민서현 : 필주의 맞선녀 역
- 명한나
- 이은정
- 유겸
- 이솔
- 강민정 : 패션회사 직원 역
- 오지연
- 김선은
- 정승원
- 한문우
- 박미선 : 프로그램 '세바퀴' 진행자 역
- 이휘재 : 프로그램 '세바퀴' 진행자 역
- 김구라 : 프로그램 '세바퀴'&'김구라의 스타데이트' 진행자 역
- 조형기 : 프로그램 '세바퀴' 게스트 역
- 지상렬 : 프로그램 '세바퀴' 게스트 역
- 박경림 : 프로그램 '세바퀴' 게스트 역
- 김신영 : 프로그램 '세바퀴' 게스트 역
- 김현철 : 프로그램 '세바퀴' 게스트 역
- 이경실 : 프로그램 '세바퀴' 게스트 역
- 조혜련 : 프로그램 '세바퀴' 게스트 역
- 김지선 : 프로그램 '세바퀴' 게스트 역
- 오정석 : 기자 역
- 나현주 : 한의원 간호사 역
- 홍재성 : 기자 역
- 고진명 : 방송국 경비원 역
- 김성훈 : 기자 역
- 양지선 : 기자 역
- 주우 : 필주의 친구 역
- 이옥정 : 한의사 역
- 최홍일 : 프로그램 '도전 한다면 한다'의 PD 역
- 김추월 : 뺨 맞은 애정을 걱정하는 여자 역
- 원종례 : 김 여사 역 - 필주 어머니의 지인
- 주동희 : 보안업체 직원 역
- 미소윤 : 프로그램 '커플메이킹'의 막내작가 역
- 최영신 : 한의원 간호사 역
- 최재환 : 독고진 명찰을 달고있는 웨이터 역
- 원자현 : 최정혜 역 - 프로그램 '커플메이킹'의 출연자
- 곽현화 : 조현아 역 - 프로그램 '커플메이킹'의 출연자
- 정윤기 : 스타일리스트 역
- 최대성 : CF 감독 역
- 김홍수 : 인부 역
- 양승은 : 뉴스 앵커 역
- 전헌태 : 소속사 대표 역
- 유승민 : 주유소 직원 역
- 이정훈 : 서 PD 역 - 섹션TV 연예통신 PD
- 박정민 : 이 PD 역 - 섹션TV 연예통신 PD
- 장가현 : 기자 역
- 박영지 : 필주의 큰아버지 역
- 최재희
- 정계영
- 이현직 : 구애정에 대해 얘기하는 커플남 역
- 나다운
- 최효현 : 구애정에 대해 얘기하는 여자 역
- 정소영
- 남정희 : 독고진과 사진 찍은 할머니 역
- 진명선 : 신문에 나온 구애정에 대해 얘기하는 여자 역
- 유옥주 : 신문에 나온 구애정에 대해 얘기하는 여자 역
- 신선희 : 기도하는 여자 역
- 김용만 : 섹션TV 연예통신의 MC 역
- 구은영 : 섹션TV 연예통신의 MC 역
- 박슬기 : 섹션TV 연예통신의 리포터 역
- 조선옥 : 독고진에 대해 얘기하는 여자 역
- 최한나
- 정병호 : 약재상 사장 역
- 김영석 : 프로그램 '맛따라 길따라'의 PD 역
- 이승기 : 프로그램 '맛따라 길따라'의 PD 역
- 이예린
- 이용녀 : 헌옷수거함을 뒤지는 독고진에게 한마디 하는 여자 역
- 현숙희 : 헌옷수거함을 뒤지는 독고진에게 한마디 하는 여자 역
- 반혜라 : 감자탕집 사장 역
- 박진성
- 박휘순 : 프로그램 '김구라의 스타데이트' 게스트 역
- 양세형 : 프로그램 '김구라의 스타데이트' 게스트 역
- 조민서 : 섹션TV 연예통신 리포터 역

### 아역
- 전준혁 : 형규의 친구 역
- 성지훈 : 형규의 친구 역

### 특별 출연
- 정규수 : 정연태 역 - 독고진의 주치의, 흉부외과 의사
- 장항준 : 영화 '파이터'의 감독 역
- 정두홍 : 영화 '파이터'의 출연배우 역
- 김성주 : 영화 '파이터' 시사회의 진행자 역
- 오상진 : 프로그램 '음악중심' MC 역
- 호란 : 라디오 DJ 역
- 배동성 : 프로그램 '도전 한다면 한다'의 진행자 역
- 박수림 : 프로그램 '도전 한다면 한다'의 진행자 역
- 오지헌
- 이병진 : 택시기사 역
- 박시연 : 김희진 역 - 톱스타, 프로그램 '커플메이킹'의 출연자
- 안영미 : 프로그램 '커플 메이킹'의 진행자 역
- 이승기 : 이승기 역
- 브라이언 : 강민 역 - 가수
- 인교진 : 알렉스 김 역 - 한미나의 남편, 국제변호사
- 김형자 : 한의원 환자 역

## 시청률
| 2011년      | 2011년      | 2011년         | 2011년       | 2011년         | 2011년       |
| 회차        | 방송일      | TNmS 시청률    | TNmS 시청률  | AGB 시청률     | AGB 시청률   |
| 회차        | 방송일      | 대한민국(전국) | 서울(수도권) | 대한민국(전국) | 서울(수도권) |
| ----------- | ----------- | -------------- | ------------ | -------------- | ------------ |
| 제1회       | 5월 4일     | 6.5%           | 8.6%         | 8.4%           | 10.0%        |
| 제2회       | 5월 5일     | 7.1%           | 9.6%         | 9.7%           | 11.5%        |
| 제3회       | 5월 11일    | 8.6%           | 11.2%        | 12.1%          | 13.6%        |
| 제4회       | 5월 12일    | 9.7%           | 12.3%        | 13.9%          | 17.1%        |
| 제5회       | 5월 18일    | 10.4%          | 13.9%        | 14.0%          | 16.2%        |
| 제6회       | 5월 19일    | 10.2%          | 12.7%        | 15.1%          | 17.5%        |
| 제7회       | 5월 25일    | 14.4%          | 17.9%        | 17.4%          | 19.8%        |
| 제8회       | 5월 26일    | 15.2%          | 18.0%        | 17.9%          | 20.2%        |
| 제9회       | 6월 1일     | 14.4%          | 17.0%        | 17.8%          | 20.3%        |
| 제10회      | 6월 2일     | 13.8%          | 17.4%        | 18.4%          | 21.2%        |
| 제11회      | 6월 8일     | 14.3%          | 17.3%        | 18.4%          | 21.3%        |
| 제12회      | 6월 9일     | 14.6%          | 18.5%        | 18.4%          | 20.9%        |
| 제13회      | 6월 15일    | 13.1%          | 17.7%        | 17.8%          | 20.4%        |
| 제14회      | 6월 16일    | 14.5%          | 18.1%        | 17.9%          | 20.1%        |
| 제15회      | 6월 22일    | 15.9%          | 19.3%        | 18.0%          | 21.3%        |
| 제16회      | 6월 23일    | 17.4%          | 21.2%        | 21.0%          | 23.7%        |
| 평균 시청률 | 평균 시청률 | 12.5%          | 15.7%        | 16.0%          | 18.4%        |

## 사운드 트랙

### Part.1
| #            | 제목                        | 작사                | 작곡                | 가수         | 재생 시간 |
| ------------ | --------------------------- | ------------------- | ------------------- | ------------ | --------- |
| 1.           | 〈Real Love Song〉          | 김도훈(RBW), 케이윌 | 김도훈(RBW), 이현승 | 케이윌       | 3:52      |
| 2.           | 〈Real Love Song〉 (연주곡) |                     | 김도훈(RBW), 이현승 |              | 3:50      |
| 총 재생 시간 | 총 재생 시간                | 총 재생 시간        | 총 재생 시간        | 총 재생 시간 | 7:42      |

### Part.2
| #            | 제목                       | 작사         | 작곡           | 가수         | 재생 시간 |
| ------------ | -------------------------- | ------------ | -------------- | ------------ | --------- |
| 1.           | 〈내 사람이라서〉          | 강우경       | 임상혁, 전다운 | G.NA         | 3:38      |
| 2.           | 〈내 사람이라서〉 (연주곡) |              | 임상혁, 전다운 |              | 3:36      |
| 총 재생 시간 | 총 재생 시간               | 총 재생 시간 | 총 재생 시간   | 총 재생 시간 | 7:14      |

### Part.3
| #            | 제목                         | 작사         | 작곡         | 가수         | 재생 시간 |
| ------------ | ---------------------------- | ------------ | ------------ | ------------ | --------- |
| 1.           | 〈두근두근〉                 | Brian Kim    | 서재하       | 써니힐       | 3:39      |
| 2.           | 〈두근두근〉 (어쿠스틱 버전) |              | 서재하       |              | 3:47      |
| 3.           | 〈두근두근〉 (피아노 버전)   |              | 서재하       |              | 2:17      |
| 총 재생 시간 | 총 재생 시간                 | 총 재생 시간 | 총 재생 시간 | 총 재생 시간 | 9:43      |

### Part.4
| #            | 제목                      | 작사         | 작곡         | 가수         | 재생 시간 |
| ------------ | ------------------------- | ------------ | ------------ | ------------ | --------- |
| 1.           | 〈내 손을 잡아〉          | 아이유       | 아이유       | 아이유       | 3:15      |
| 2.           | 〈내 손을 잡아〉 (연주곡) |              | 아이유       |              | 3:14      |
| 총 재생 시간 | 총 재생 시간              | 총 재생 시간 | 총 재생 시간 | 총 재생 시간 | 6:29      |

### Part.5
| #            | 제목                          | 작사         | 작곡         | 가수         | 재생 시간 |
| ------------ | ----------------------------- | ------------ | ------------ | ------------ | --------- |
| 1.           | 〈나를 잊지 말아요〉          | 원태연       | 전해성       | 허각         | 3:52      |
| 2.           | 〈나를 잊지 말아요〉 (연주곡) |              | 전해성       |              | 3:50      |
| 총 재생 시간 | 총 재생 시간                  | 총 재생 시간 | 총 재생 시간 | 총 재생 시간 | 7:42      |

### Part.6
| #            | 제목                         | 작사         | 작곡         | 가수         | 재생 시간 |
| ------------ | ---------------------------- | ------------ | ------------ | ------------ | --------- |
| 1.           | 〈눈물나게 사랑해〉          | 오성훈       | 오성훈       | 빅마마, 소울 | 3:46      |
| 2.           | 〈눈물나게 사랑해〉 (연주곡) |              | 오성훈       |              | 3:44      |
| 총 재생 시간 | 총 재생 시간                 | 총 재생 시간 | 총 재생 시간 | 총 재생 시간 | 7:30      |

### 최고의 사랑 OST
| #            | 제목                    | 작사                | 작곡                | 가수         | 재생 시간 |
| ------------ | ----------------------- | ------------------- | ------------------- | ------------ | --------- |
| 1.           | 〈Real Love Song〉      | 김도훈(RBW), 케이윌 | 김도훈(RBW), 이현승 | 케이윌       | 3:50      |
| 2.           | 〈내 사람이라서〉       | 강우경              | 임상혁, 전다운      | 지엔에이     | 3:36      |
| 3.           | 〈두근두근〉            | Brian Kim           | 서재하              | 써니힐       | 3:37      |
| 4.           | 〈내 손을 잡아〉        | 아이유              | 아이유              | 아이유       | 3:15      |
| 5.           | 〈나를 잊지 말아요〉    | 원태연              | 전해성              | 허각         | 3:50      |
| 6.           | 〈눈물나게 사랑해〉     | 오성훈              | 오성훈              | 빅마마, 소울 | 3:43      |
| 7.           | 〈I Can't Drink〉       |                     |                     | 백지영       | 2:59      |
| 8.           | 〈Love Love〉           |                     |                     | 최수진       | 4:14      |
| 9.           | 〈Hero〉 (연주곡)       |                     |                     | 정상훈       | 2:00      |
| 10.          | 〈Destiny〉 (연주곡)    |                     |                     | 신민용       | 2:03      |
| 11.          | 〈네잎클로버〉 (연주곡) |                     |                     | 이광희       | 2:03      |
| 12.          | 〈Good Boy〉 (연주곡)   |                     |                     | 장영수       | 1:22      |
| 13.          | 〈사랑은〉 (연주곡)     |                     |                     | 안진희       | 1:35      |
| 총 재생 시간 | 총 재생 시간            | 총 재생 시간        | 총 재생 시간        | 총 재생 시간 | 35:07     |

## 캐스팅 비화
- 장 실장 역으로 출연 예정이었던 윤기원이 요도파열 부상으로 인하여 중도하차하자 정만식이 그를 대신하여 장 실장 역을 맡아 출연하였다.[6]
- 차승원이 맡았던 독고진 역은 원래 이승기가 맡을 예정이었지만 바쁜 스케줄 등으로 무산됐다.[7]
- 당초 성시경이 윤필주 역, 허각이 구애환 역으로 낙점되었으나 연기에 대한 자신감이 없다는 이유와 자신의 고르지 못한 치열 때문에 고사했다.[8]

## 수상
- 2011년 제4회 코리아드라마페스티벌 ost상 허각
- 2011년 제24회 한국촬영감독협회 그리메상
  - 드라마 부문 최우수작품상 김세홍·오규택
  - 남자 최우수상 차승원
- 2011년 제38회 한국방송대상 탤런트 부문 개인상 차승원
- 2011년 MBC 연기대상 올해의 드라마상
- 2011년 MBC 연기대상 여자 최우수상, 베스트 커플상, 여자 인기상 공효진
- 2011년 MBC 연기대상 남자 최우수상, 베스트 커플상 차승원
- 2011년 MBC 연기대상 올해의 작가상
- 2011년 MBC 연기대상 남자 아역상 양한열
- 2012년 제48회 백상예술대상 TV부문 여자 최우수연기상 공효진

## 추가 채널
- 대한민국: MBC, MBC 드라마넷, iHQ DRAMA, QTV
- 칠레: Vía X, Via X 2
- 중국: AHTV
- 미국: MBC America.
- 일본: 후지 TV, KNTV, WOWOW
- 태국: PPTV HD
- 대만: GTV

## 동시간대 드라마
- 49일
- 시티헌터 (이상 SBS)(본방)
- 가시나무새
- 로맨스 타운 (이상 KBS 2TV)(본방)
- 별도 달도 따줄게 (KBS 1TV)(재방)